# Zsuzsa Oláh
Zsuzsa Oláh (29 maart 1960) is een voormalig professioneel tafeltennisster die uitkwam voor Hongarije.
Zij werd driemaal Europees kampioen op de Europese kampioenschappen tafeltennis in de periode 1978 tot 1986.
Na haar trouwen in 1982 staat ze ook wel bekend als Zsuzsa  Oláh-Vámossy.

## Belangrijkste resultaten
- EK
  -  Goud met het team in 1978 in Duisburg.
  -  Goud met het team in 1982 in Boedapest.
  -  Goud met het team in 1986 in Praag.
  -  Zilver met het team in 1980 in Bern.
  -  Brons met het team in 1984 in Moskou.

- Top-12
  -  Zilver in 1985